# Хілішеу-Хорія (комуна)
Хілішеу-Хорія (рум. Hilișeu-Horia) — комуна у повіті Ботошані в Румунії. До складу комуни входять такі села (дані про населення за 2002 рік):
- Єзер (610 осіб)
- Коржеуць (579 осіб)
- Хілішеу-Клошка (690 осіб)
- Хілішеу-Крішан (976 осіб)
- Хілішеу-Хорія (859 осіб)

Комуна розташована на відстані 396 км на північ від Бухареста, 38 км на північний захід від Ботошань, 134 км на північний захід від Ясс.

## Населення
За даними перепису населення 2002 року у комуні проживали 3714 осіб, усі — румуни. Усі жителі комуни рідною мовою назвали румунську.
Склад населення комуни за віросповіданням:
| Релігія       | Кількість осіб | Відсоток |
| ------------- | -------------- | -------- |
| православні   | 3424           | 92,2%    |
| п'ятдесятники | 196            | 5,3%     |
| бретрени      | 83             | 2,2%     |
| баптисти      | 6              | 0,2%     |
| адвентисти    | 4              | 0,1%     |
| римо-католики | 1              | < 0,1%   |